# Golden share
L'espressione inglese golden share, in italiano azione d'oro, indica l'istituto giuridico, di origine britannica, in forza del quale uno Stato, durante e a seguito di un processo di privatizzazione (o vendita di parte del capitale) di un'impresa pubblica, si riserva poteri speciali che possono essere esercitati dal governo durante il processo medesimo. 
Fra questi poteri si segnalano quello di riservare allo Stato stesso un certo quantitativo azionario, nonché quello di nominare un proprio membro nel consiglio di amministrazione della società oggetto di privatizzazione che, a differenza degli altri componenti dell'organo di governo dell'impresa, goda di poteri più ampi. 

## Descrizione
Tale istituto mira a tutelare l'interesse della collettività in quelle società che si occupano di settori di rilevante importanza detti anche public utilities. È prevista negli ordinamenti giuridici di diversi Paesi europei, introdotta tipicamente negli anni 1990 con l'avvio dei primi processi di privatizzazione delle aziende pubbliche.
La Golden Share non prevede una percentuale minima del capitale sociale che lo Stato deve detenere in una società per poterla esercitare. La quota in mano pubblica può essere al limite ridotta a una sola azione, simbolica, e conferisce allo Stato un potere sulle scelte strategiche anche quando la privatizzazione è completata. Non è viceversa applicabile alle controllate e collegate che l'impresa pubblica deteneva prima e dopo la privatizzazione.

## La posizione della Corte di giustizia europea
La Corte di Giustizia delle Comunità europee ha affermato che l'utilizzo della golden share nelle legislazioni statali può in certe circostanze violare i precetti contenuti nel Trattato CE. In particolare, con la sentenza della prima sezione in data 6/12/2007, n. C-464/04, ha affermato che l'art. 56 CE dev'essere interpretato nel senso che esso osta a una disposizione nazionale, quale l'art. 2449, comma sesto, nel testo previgente, del codice civile italiano, secondo cui lo statuto di una società per azioni può conferire allo Stato o ad un ente pubblico, che hanno partecipazioni nel capitale di tale società, la facoltà di nominare direttamente uno o più amministratori, la quale facoltà, di per sé o in combinato con un'altra disposizione, (quale l'art. 4 del decreto-legge 31 maggio 1994, n. 332, convertito con modificazioni nella legge 30 luglio 1994, n. 474, ulteriormente modificata dalla legge 24 dicembre 2003, n. 350, che conferisce allo Stato o all'ente pubblico il diritto di partecipare all'elezione mediante voto di lista degli amministratori non direttamente nominati da esso stesso), è tale da consentire a detto Stato o all'ente di godere di un potere di controllo sproporzionato rispetto alla sua partecipazione nel capitale di detta società.
La golden share opererebbe in violazione dei principi di libera circolazione dei capitali, fondanti il trattato di Schengen (insieme a quelli di circolazione di merci, persone e idee). Un soggetto privato dovrebbe inoltre sostenere un onere finanziario molto più elevato per comprare le azioni e detenere diritti di voto analoghi in Consiglio di Amministrazione. Tale privilegio statale deriva però dal primato della pubblica utilità, dal quale sono esclusi i soggetti privati.
La Corte di Giustizia europea, su istanza della Commissione, ha condannato la Germania per la sua condotta del gruppo Volkswagen. Molti gruppi industriali in Germania sono ancora a partecipazione pubblica. La legge tedesca impone una quota massima del 20% di azioni che può passare in possesso di soggetti privati, e riserva alla nomina statale due seggi nel Consiglio di Sorveglianza, qualunque sia la composizione del capitale sociale e la percentuale di azioni in mano pubblica.

## Nel mondo

### Italia
Per quel che riguarda l'ordinamento italiano si fa riferimento all'art. 2 della legge 30 luglio 1994, n. 474., tuttora parzialmente in vigore, in materia di poteri speciali, e al D.P.C.M. 10 giugno 2004
con il quale sono stati definiti i criteri di esercizio dei poteri speciali di cui al citato articolo, ora modificato dall'art. 1 D.P.C.M. 20 maggio 2010
Lo Stato italiano è pertanto intervenuto con la legge 25 febbraio 2008 n. 34 che ha modificato, tra l'altro, il citato sesto comma dell'art. 2449 del codice civile che riguarda le società che fanno ricorso al capitale di rischio.